# راوة (مقاطعة دليجان)
راوة (بالفارسية: راوه) هي قرية تقع في مركزي في إيران. يقدر عدد سكانها بـ 1,510 نسمة .